# المحترفون
المحترفون مسلسل رسوم متحركة أمريكي عرض لأول مره في 14 سبتمبر 1991 واستمر عرضه حتى 7 ديسمبر 1991 تمت دبلجة المسلسل للغة العربية بواسطة مركز الزهرة وعرض على قناة سبيس تون .

## الشخصيات
مايكل جوردن
بو جاكسون
واين جريتزكي

## روابط خارجية
- المحترفون على موقع IMDb (الإنجليزية)
- المحترفون على موقع قاعدة بيانات الفيلم (الإنجليزية)